# Free!
《Free!》(프리, 일본어: フリー)는 교토 애니메이션에서 제작한 일본의 애니메이션이다. 2013년 7월 4일부터 9월 26일까지 제1기로 방영되었으며, 제2기는《Free! -Eternal Summer-》(프리 이터널 섬머)라는 제목으로 2014년 7월 3일부터 9월 25일까지 방영, 제3기는《Free! -Dive to the Future-》(프리 다이브 투 더 퓨처)라는 제목으로 2018년 7월 12일부터 9월 27일까지 방영되었다. 한국어 더빙은 애니플러스에서 2022년 8월 27일부터 10월 1일까지 매주 토요일에 방영했고, 2기는 2023년 7월 14일부터 9월 1일까지 매주 금요일 새벽 1시에 방영했다.

## 개요
이 작품은 교토 애니메이션이 주최하는 “교토 애니메이션 대상” 제2회로 장려상을 수상해 2013년 7월 8일에 KA 에스마 문고에서 발행한 오지 코지의 소설 《하이☆스피드!》(일본어: ハイ☆スピード!)가 원작이다.
초등학생의 수영 클럽 우승 이후 수영에서 멀어지고 있던 주인공들이 고교 재학 중에 설립한 남자 수영부의 나날을 그린다. 보도용 자료에서는 “약동감 넘치는 미소년이 모두 고른 남학생들의 수영과 청춘과 인연 이야기”등이라는 간판을 내걸고 있다.
2013년 3월에 본방송 중이었던 같은 쿄애니 제작 TV 애니메이션 “타마코 마켓”의 테두리 안에서 “수영편”이라 칭한 CM이 방송된 후, 동년 4월 26일에 니코니코 생방송에서 열린 “교토 애니메이션 신작 발표회”에서 본작이《하이☆스피드!》를 원작으로 하고 있는 것을 발표하면서 동시에 제목, 스태프, 담당 성우도 밝혀졌다.
아사히 방송에서는 이 시기 시작의《서번트×서비스》과 마찬가지로 2006년의《유리의 함대》이후 7년 만의 단독 제작 심야 애니메이션 작품이다. 또, 교토 애니메이션으로도 재판국과 짜고의 작품은 처음이다.
2014년 1월 26일에 제2기 제작을 발표하였다. 동년 5월에는 TV 시리즈의 제2기 TV CM 이 인터넷에서도 공개되고, 그 중에서「여름이 온다. 우리의 처음이자 마지막의 영원한 여름」으로 칭송되고 있다.

## 줄거리
주인공은 나나세 하루카로, 그는 수영을 매우 좋아했다. 어린 시절부터 그의 벗들인 타치바나 마코토, 하즈키 나기사, 마츠오카 린과 함께 같은 수영부의 일원이었으나, 린은 호주로 유학을 떠나고, 모두 각자 다른 길로 간다. 그러나 이와토비 고등학교에 들어온 뒤, 린이 귀국하고 사메츠카 고등학교에 들어와. 그 이후로는 마코토, 나기사와 수영부를 만들기로 결정하였고, 류가사키 레이도 나중에 참여하게 된다.

## 등장인물

### 핵심 등장인물
- 나나세 하루카 (일본어: 七瀬 遙)

성우 : 시마자키 노부나가/심규혁
성우(초등학교 시절): 마츠모토 메구미/이지현
이와토비 고등학교 2학년. 2기에서는 3학년. 3기에서는 대학생. 신장은 175cm이고 체중은 63kg. 수영을 좋아하고, “물”이라는 것에 독특한 가치관을 품고 있어 기록이나 승패에 관심 없다, 자유롭게 수영하는 것에 집착한다. 단신 부임으로 간 아버지에 어머니가 동행해서 현재는 혼자서 생활 중. 소꿉 친구의 마코토와 나기사는 “하루”, “하루짱(ハルちゃん)”라고 불리는 일이 많지만, “짱(ちゃん)” 이라 부르는 것을 별로 좋아하지 않는다. 다니던 동네 수영장이 문을 닫고 수영을 그만둬 “스무 살 지나면 평범한 사람”이라는 말이 머릿속에 맴도는 무기력한 나날을 보내고 있다.
마코토부터는 “물 없이는 살수가 없다”라고까지 할 정도로 “물”에 굶주려 있으며, 일상은 아침부터 수영복 착용으로 차가운 물에 잠겨 그 후에도 옷으로 갈아입지 않고 수영복에 앞치마를 두르고 고등어 요리를 하거나 교복 아래도 속옷 대신 수영복을 입는 등, “수영”에 매우 집착한다.
- 타치바나 마코토 (일본어: 橘 真琴)

성우 : 스즈키 타츠히사/김신우
성우(초등학교 시절): 유키노 사츠키/박리나
이와토비 고등학교 2학년. 2기에서는 3학년. 3기에서는 대학생. 신장은 183cm, 체중은 73kg. 하루카의 소꿉 친구로 수영 동아리에 같이 다니던 동료였다. 현재 그는 “하루”란 별명으로 부르는데, 옛날에는 “하루짱(ハルちゃん)” 이라 부르고 있던 것 같다. 평소 엉뚱한 행동이 두드러진 하루카에게 어이 없어 한다. 하지만 그의 마음을 잘 이해하고 있기도 한다. 무뚝뚝한 하루카의 말을 대변하는 경우도 많고 동료들과 잘 어울리지 못하는 나나세 하루카를 "움직이는 방법"을 잘 알고 있다. 마음은 상냥하고 소심한 면도 있다.
- 마츠오카 린 (일본어: 松岡 凛)

성우 : 미야노 마모루/민승우
성우(초등학교 시절): 와타나베 아케노/여윤미
사메즈카 학교 2학년. 2기에서는 3학년. 3기에서는 대학생. 신장 177cm, 체중 68kg. 하루카 및 수영 동아리와는 경쟁자로, 장착한 고글의 고무를 뒤에서 잡아당기는 버릇이 있다. 올림픽 선수를 목표로 중학교 진학을 전에 호주에 수영 유학을 결정하며, 일본을 떠나기 직전에 자기와 모두 헤엄치는 마지막 기회로서 프리에만 관심이 있는 하루카를 “본 적 없는 경치를 보여 주겠다”와 계주 경기에 초대했다.
이야기 개시 한달 전에 귀국하고부터 수영의 강호 학교 사메즈카 학원에 편입, 현재는 기숙사 생활을 한 듯 집에도 돌아가지 않기 때문에, 여동생 고우가 걱정하고 있다.
- 하즈키 나기사 (일본어: 葉月 渚)

성우 : 요나가 츠바사/이경태
성우(초등학교 시절): 사토 사토미/장예나
이와토비 고등학교 1학년. 2기에서는 2학년. 3기에서는 3학년. 신장 165cm, 체중 55kg. 하루카들과는 초등학생 시절부터 같은 수영 동아리에 다니며 친했던 사이다. 친한 사이라면 애칭으로 부른다. 동네 수영장이 문을 닫은 뒤에는 하루카, 마코토와는 학군이 다른 탓에 조금 멀어져 있었지만, 하루카의 수영에 동경해 다시 같이 헤엄치고 싶다는 구상으로부터 이와토비에 입학했다. 걱정이 없이 대담하고 곧은 성격.
- 류가자키 레이 (일본어: 竜ヶ崎 怜)

성우 : 히라카와 다이스케/남도형
성우(초등학교 시절): 히카사 요코/장예나
이와토비 고등학교 1학년. 2기에서는 2학년. 3기에서는 3학년. 빨간 뿔테 안경을 쓰고, 상대방의 나이를 막론하고 늘 높임말을 쓴다. 이론과 계산으로 스포츠에 마주 하며 거기에서 도출된 아름다움에 집착한다는 독특한 미(美) 의식을 품고 있으며, 입학 후는 육상부에서 장대 높이 뛰기를 하고 있었다. “수영은 인간이 하기에 부자연스럽고 아름다움이 없다”고 생각했었고 또한 수영도 잘하지 못했고, 나기사로부터 수영부에 권유를 받았지만 거절했었다.
자신의 미 의식을 체현했을 장대 높이 뛰기 기록이 나아지지 않을 때, 임시로 사메즈카와 합동 훈련에 참가하고 거기서 본 하루카의 수영하는 모습에 감명해 수영부에 정식으로 들어가게 된다.

### 이와토비 고등학교
- 마츠오카 고우 (일본어: 松岡 江)

성우 : 와타나베 아케노/여윤미
이와토비 고등학교 1학년. 2기에서는 2학년. 3기에서는 3학년. 마츠오카 린의 누이동생이다. 린이 갑자기 일본으로 돌아와, 사메즈카 학원 기숙사에 들어가서 도무지 집에 돌아오지 않는 것을 걱정하고 있다.
전국의 무장 아자이 나가마사의 셋째 딸과 같은 이름이지만 본인은 남성스러운 이름이 싫어 자기를 “코우”(コウ)라고 말하고 다른 사람들에게도 이렇게 불러달라고 주장한다.
- 아마카타 미호 (일본어: 天方 美帆)

성우 : 유키노 사츠키/장예나
하루카와 마코토의 담임인 신임 고문의 교사. 부임하자마자 벌써 “아마 선생님(アマちゃん先生)”이란 별명으로 불린다.
원래는 현지 출신으로 도쿄의 대학에 진학·취직했지만 꿈을 접고 교사로서 고향에 돌아온 것 같다고 학생들이 말한다. 본래 직업은 그라비아 모델이었다.
- 하나무라 치구사 (일본어: 花村 千種)

성우 : 사토 사토미/이지현
마츠오카 고우의 친구.
- 하야후네 로미오 (일본어: 早船 ロミオ)

성우 : 아베 아츠시/정주원
3기부터 하루카와 마코토가 졸업한 뒤에 새로 들어온 수영부 부원.
- 이스루기 시즈루 (일본어: 石動 静流)

성우 : 마츠오카 요시츠구/김민주
3기부터 하루카와 마코토가 졸업한 뒤에 새로 들어온 수영부 부원.
- 쿠니키다 아유무 (일본어: 国木田 歩)

성우 : 히로하시 료/김윤채
3기부터 하루카와 마코토가 졸업한 뒤에 새로 들어온 수영부 여자 매니저.

### 사메즈카 학원
- 미코시바 세이주로 (일본어: 御子柴 清十郎)

성우 : 츠다 켄지로/신범식
사메즈카 학원의 수영부 부장 (1기). 린을 찾아 수영부에 온 것을 귀엽다고 생각해 호감을 갖고 이후 걱정하고 있다.
- 니토리 아이이치로 (일본어: 似鳥 愛一郎)

성우 : 미야타 코우키/김민주
사메즈카 학원 1학년. 2기에서는 2학년. 3기에서는 3학년. 수영부 부원. 오른쪽 눈가에 점이 있다. 초등학교 때, 린이 하루카를 비롯한 4명과 함께 나온 대회에 출전한 적 있으며, 그 때부터 린과 하루카를 비롯한 4명을 알고 있었다. 린과는 기숙사 같은 방을 썼던 사이다. 린을 매우 동경하고 있다.
- 야마자키 소스케 (일본어: 山崎 宗介)

성우 : 호소야 요시마사/권성혁, 유키 아오이 (초등학교 시절)
2기부터 등장. 마츠오카 린의 초등학교 시절 때의 친구. 세계대회를 목표로 하는 린에게 있어 하루카는 그저 걸림돌일 뿐이라고 생각하고 있으며, 맞적수로 의식하는 듯 하다.
아버지는 도쿄도 출신.
- 미코시바 모모타로 (일본어: 御子柴 百太郎)

성우 : 스즈무라 켄이치/이주승
2기 2화부터 등장. 2기에서는 1학년. 3기에서는 2학년. 미코시바 세이주로보다 3살 어린 아우로, 형과 똑같이 생겼다.
- 우오즈미 타쿠야 (魚住 拓也)

성우 : 사가라 노부요리/강호철
사메즈카 학원 2학년.
- 이와시미즈 토오루 (岩清水 透)

성우 : 니시야마 코타로
사메즈카 학원 2학년.
- 미나미 카스키 (美波一輝)

성우 : 스가하라 마사요시
사메즈카 학원 2학년.

### 히다카 대학교
- 시이나 아사히 (일본어: 椎名 旭)

성우 : 토요나가 토시유키/김혜성
이와토비 중학교 1학년→카자미 고등학교 3학년 출신. 전문 종목은 접영.
밝고 건강한 분위기 조성자같은 존재. 자신가인 일면도. 어떤 때에도 매사를 좋은 쪽으로 파악하다. 긍정적인 사고의 소유자로 곧게 수영과 마주 보는 순수함과 뜨거움을 갖고 있다.
3기에서는 나나세와 같은 대학에 진학해, 수영부에 들어왔다.
- 이나다 미나오 (일본어: 稲田 実直)

성우 : 후카가와 카즈마사
히다카 대학교 1학년.
- 키류 이사나 (일본어: 桐生 勇魚)

성우 : 카네코 마코토
히다카 대학교 1학년.
- 우니다 히카루 (일본어: 宇仁田 光)

성우 : 오오토마리 타카키
히다카 대학교 1학년.

### 시모가미 학원 대학
- 키리시마 이쿠야 (일본어: 桐嶋 郁弥)

성우 : 우치야마 코우키/김명준
성우(초등학교 시절): 코키도 시호 (극장판)&쿠와타니 나츠코 (TV 애니메이션판)/김율
이와토비 중학교 1학년→시오네자키 고등학교 3학년 출신. 전문 종목은 평영. 총명하고 감각이 날카롭다.
섬세하고 감수성 많지만, 자신의 기분을 솔직하게 표현하는 것은 서툴러서 그만 말이 단맛이 되는 일도. 초등학교 때부터 반도 SC에도 다니고 있다.
중학교 2학년 봄, 형 나츠야와 함께 수영 유학을 위해 일시적으로 미국에 떠나있었다.
3기에서는 귀국 후에 시모가미 학원 대학에 진학해, 수영부에 들어와 혼계영으로 대회에 출전하고 있다.
- 토노 히요리 (일본어: 遠野 日和)

성우 : 키무라 료헤이/강호철
성우(초등학교 시절): 타무라 무츠미/이새벽
특별판 -Take Your Marks-에서 등장. 시오네자키 고등학교 3학년 출신. 키리시마 이쿠야와 같은 학교 룸메이트다.
미국 수영 유학때, 이쿠야와 만나 같이 친했다.
- 테라시마 코타로 (일본어: 寺島 湖太郎)

성우 : 미야자카 유우
별명은 "나루토의 물총고기"이지만 본인은 이것이 마음에 들지 않는다.
- 사카에 신 (일본어: 寒河江 慎)

성우 : 카네코 마코토
- 호시카와 츠바사 (일본어: 星川 翼)

성우 : 나구모 다이스케
수영부의 캡틴. 미코시바 세이주로와 맞적수.

### 그 밖
- 사사베 고로 (일본어: 笹部 吾朗)

성우 : 야나카 히로시/엄상현
하루카 일행들이 다니던 수영장의 코치. 현재도 틈나는대로 하루카들을 지도해주고 있다. 수영장이 문을 닫자 피자가게에서 시간제 일을 했었으나 2기에서는 문을 닫았던 수영장을 재건해 수영장 코치를 맡는다.
- 시기노 키스미 (일본어: 鴫野 貴澄)

성우 : 스즈키 치히로/박성영, 사토 리나 (초등학교 시절)
하루카의 중학교 시절 친구. 초등학교 6학년 때는 야마자키 소스케와 같은 반이었다.
수영 클럽에 다니는 아우 하야토(일본어: 颯斗 / 성우 : 후지무라 아유미/이지현)를 마중 나온 곳에서 코치의 심부름을 하고 있는 마코토와 다시 만난다.
- 마코토의 부모님(아버지-콘도 히로노리/남도형, 어머니-카토 미사/박리나)
- 타치바나 렌 (일본어: 橘 蓮)

성우 : 마루야마 유카/장예나
타치바나 마코토의 아우.
- 타치바나 란 (일본어: 橘 蘭)

성우 : 코보리 미유키/이지현
타치바나 마코토의 누이동생. 검은 머리를 투 사이드 업으로 하고 있다.
- 카토 카즈마 (일본어: 加藤 数馬)

성우 : 카세 야스유키
소스케의 사촌형. 소바집에 경영하고 있다.
- 하울 (일본어: ウィル)

성우 : 제프 매닝
린의 오스트레일리아 체류시의 코치.
- 미하일 마카로비치 니토리 (일본어: ミハイル・マカローヴィチ・ニトリ)

성우 : 키우치 히데노부
예전에 일본에서 살고 있던 경험이 있다.
- 데이빗 (デイビット)

성우 : 이안 키프
- 쿠리미야 아카네 (일본어: 栗宮 茜)

성우 : 나바타메 히토미
아사히의 누나. 장모(자신의 시어머니)가 옛날부터 하던 커피숍, 카페 "마론"(결혼 전 아사히 있을 때는, 우동집 "つまりは姉貴の店")에서 일하고 있다. 스포츠 라이터인 남편 쿠리미야 콘(일본어: 栗宮 紺 / 성우 : 시라토리 테츠)이 있다.
- 키리시마 나츠야 (일본어: 桐嶋 夏也)

성우 : 노지마 켄지/박성태
이와토비 중학교 시절 수영부 부장을 맡은 3학년. 이쿠야의 형. 모두에게 인정하는 존재. 미나토카제칸 고교 졸업 후, 팀(단체)에 들어가지 않고 홀로 수영 대회에 출전하는 "상금 벌이"를 하면서 세계를 떠돌고 있다. 시드니에서 도중에 린을 만나게 된다.
- 세리자와 나오 (일본어: 芹沢 尚)

성우 : 히노 사토시/정주원
이와토비 중학교 시절 수영부의 매니저.
하루카들의 교육 관계를 담당하는 3학년. 나츠야의 신임을 얻고 있다. 도쿄 상경 후, 스포츠 의학에 공부하고 있다.
- 아스마 류지 (일본어: 東 龍司)

성우 : 쿠사오 타케시/최현수
하루카 일행이 시모가미 대학교 식당에서 만난 턱수염이 있는 남자. 얼마 전에 해외에서 코치를 했었다고 한다.
- 마츠오카 미야코 (일본어: 松岡 都)

성우 : 유카나/김윤채
린, 고우의 엄마.
- 쿠라모토 미사키 (일본어: 倉本 岬)

성우 : 테라사키 유카/김율
하루카와 마코토가 잠시 수영을 가르쳐준 적이 있는 초등학생 소년.
- 미코시바 이스즈 (일본어: 御子柴 五十鈴)

성우 : 사토 리나/이새벽
미코시바 세이주로의 여동생. 히다카 대학교 부속 고등학교 수영부 부장.
- 알베르트 보란데르 (일본어: アルベルト・ボーランデル)

성우 : 제프 매닝/김신우
스웨덴에서 온 수영 선수.
- 킨조 카에데 (일본어: 本渡 楓)

성우 : 오노 다이스케
일본 내의 강자로 알려진 인물. 예선에서 기록을 세우며 강렬한 인상을 남긴다.

## 제작진
- 원안 : 오지 코우지《하이☆스피드!》
- 감독 : 우츠미 히로코
- 시리즈 구성 : 요코타니 마사히로
- 캐릭터 디자인 : 니시야 후토시
- 음향감독 : 츠루오카 요타
- 음악 : 카토 타츠야
- 음악제작 : 란티스
- 애니메이션 제작 : 교토 애니메이션 / 애니메이션 Do

## 주제가

### 제1기
오프닝 테마〈Rage on〉
작사 : YORKE / 작곡 : Ta_2 / 편곡 : 시모하타 료스케
노래 : OLDCODEX
엔딩 테마〈SPLASH FREE〉
작사 : 코다마 사오리 / 작곡, 편곡 : 와타나베 야스시
노래 : STYLE FIVE [나나세 하루카 (CV. 시마자키 노부나가), 타치바나 마코토 (CV. 스즈키 타츠히사), 마츠오카 린 (CV. 미야노 마모루), 하즈키 나기사 (CV. 요나가 츠바사), 류가자키 레이 (CV. 히라카와 다이스케)]
스페셜 엔딩 테마〈EVER BLUE〉(제12화)
작사 : 코다마 사오리 / 작곡 · 편곡 : 카토 타츠야
노래 : STYLE FIVE [나나세 하루카 (CV. 시마자키 노부나가), 타치바나 마코토 (CV. 스즈키 타츠히사), 마츠오카 린 (CV. 미야노 마모루), 하즈키 나기사 (CV. 요나가 츠바사), 류가자키 레이 (CV. 히라카와 다이스케)]

### 제2기
오프닝 테마〈Dried Up Youthful Fame〉
작사 : YORKE / 작곡 : Ta_2 / 편곡 : eba
노래 : OLDCODEX
엔딩 테마〈FUTURE FISH〉
작사 : 코다마 사오리 / 작곡 : 혼다 코시로 / 편곡 : 혼다 코시로, TAKAROT
노래 : STYLE FIVE [나나세 하루카 (CV. 시마자키 노부나가), 타치바나 마코토 (CV. 스즈키 타츠히사), 마츠오카 린 (CV. 미야노 마모루), 하즈키 나기사 (CV. 요나가 츠바사), 류가자키 레이 (CV. 히라카와 다이스케)]
스페셜 엔딩 테마〈Clear Blue Departure〉(제13화)
작사 : 코다마 사오리 / 작곡 · 편곡 : 카토 타츠야
노래 : 나나세 하루카 (CV. 시마자키 노부나가), 타치바나 마코토 (CV. 스즈키 타츠히사), 하즈키 나기사 (CV. 요나가 츠바사), 류가자키 레이 (CV. 히라카와 다이스케), 마츠오카 린 (CV. 미야노 마모루), 야마자키 스스케 (CV. 호소야 요시마사), 니토리 아이이치로 (CV. 미야타 코우키), 미코시바 모모타로 (CV. 스즈무라 켄이치)

### 제3기
오프닝 테마〈Heading to Over〉
작사 : YORKE / 작곡 : Ta_2 / 편곡 : eba
노래 : OLDCODEX
엔딩 테마〈GOLD EVOLUTION〉
작사 : 코다마 사오리 / 작곡 : 혼다 유키 (Arte Refact) / 편곡 : 마사토미 와키 (Arte Refact)
노래 : STYLE FIVE [나나세 하루카 (CV. 시마자키 노부나가), 타치바나 마코토 (CV. 스즈키 타츠히사), 마츠오카 린 (CV. 미야노 마모루), 하즈키 나기사 (CV. 요나가 츠바사), 류가자키 레이 (CV. 히라카와 다이스케)]
스페셜 엔딩 테마〈Blue Destanation〉(제13화)
작사 : 코다마 사오리 / 작곡 · 편곡 : 카토 타츠야
노래 : 나나세 하루카 (CV. 시마자키 노부나가), 타치바나 마코토 (CV. 스즈키 타츠히사), 마츠오카 린 (CV. 미야노 마모루), 시이나 아사히 (CV. 토요나가 토시유키), 키리시마 이쿠야 (CV. 우치야마 코우키), 하즈키 나기사 (CV. 요나가 츠바사), 류가자키 레이 (CV. 히라카와 다이스케)

## 방영 목록
| 화수              | 부제                                                | 각본       | 그림 콘티         | 연출              | 작화 감독                    |
| 제1기             | 제1기                                               | 제1기      | 제1기             | 제1기             | 제1기                        |
| ----------------- | --------------------------------------------------- | ---------- | ----------------- | ----------------- | ---------------------------- |
| 1Fr               | 再会のスターティングブロック! 재회의 스타팅 블록!   | 横谷昌宏   | 内海紘子          | 内海紘子          | 西屋太志                     |
| 2Fr               | 追憶のディスタンス! 추억의 디스턴스!                | 横谷昌宏   | 河浪栄作          | 河浪栄作          | 引山佳代                     |
| 3Fr               | 理論のドルフィンキック! 이론의 돌핀 킥!             | 横谷昌宏   | 小川太一          | 小川太一          | 丸木宣明                     |
| 4Fr               | 囚われのバタフライ! 포로의 버터플라이!              | 横谷昌宏   | 内海紘子          |                   | 堀口悠紀子                   |
| 5Fr               | 試練のオープンウォーター! 시련의 오픈 워터!         | 横谷昌宏   | 河浪栄作 武本康弘 | 河浪栄作          | 引山佳代                     |
| 6Fr               | 衝撃のノーブリージング! 충격의 노 브리딩!           | 吉田玲子   | 太田里香          | 太田里香          | 高橋博行                     |
| 7Fr               | 決戦のスタイルワン! 결전의 스타일 원!               | 横谷昌宏   | 山田尚子          | 山田尚子          | 内藤直                       |
| 8Fr               | 逆襲のメドレー! 역습의 메들리!                      | 横谷昌宏   | 武本康弘          | 武本康弘          | 植野千世子                   |
| 9Fr               | 迷いのルーズンアップ! 망설임의 루슨 업!             | 吉田玲子   | 小川太一          | 小川太一          | 丸木宣明                     |
| 10Fr              | 苛立ちのハートレイト! 초조함의 하트 레이트!         | 横谷昌宏   | 北之原孝將        | 北之原孝將        |                              |
| 11Fr              | 激情のオールアウト! 격정의 올 아웃!                 | 横谷昌宏   | 太田里香          | 太田里香          | 引山佳代                     |
| 12Fr              | 遙かなるフリー! 아득한 프리!                        | 横谷昌宏   | 内海紘子          | 河浪栄作          | 西屋太志                     |
| 제2기             |                                                     |            |                   |                   |                              |
| 1Fr               | 嵐のダイブダッシュ! 바람의 다이빙 대쉬!             | 横谷昌宏   | 内海紘子          | 内海紘子          | 西屋太志                     |
| 2Fr               | 邂逅のストローク! 해후의 스트로크!                  | 横谷昌宏   | 内海紘子          | 藤田春香          | 丸木宣明                     |
| 3Fr               | 別れのバタフライ! 이별의 버터플라이!                | 横谷昌宏   | 内海紘子          | 雪村愛            | 植野千世子                   |
| 4Fr               | 約束のサマーソルトターン! 약속의 서머솔트 턴!       | 横谷昌宏   | 河浪栄作          | 河浪栄作          | 引山佳代                     |
| 5Fr               | 決意のヘッドアップ! 결의의 헤드 업!                 | 西岡麻衣子 | 小川太一          | 小川太一          | 秋竹斉一                     |
| 6Fr               | 無敵のプライム! 무적의 프라임!                      | 横谷昌宏   | 山村卓也          | 山村卓也          | 門脇未来                     |
| 7Fr               | 雪辱のクラウチングスタート! 설욕의 크라우칭 스타트! | 横谷昌宏   | 北之原考將        | 北之原考將        | 池田晶子                     |
| 8Fr               | 変局のロコモーティブ! 변국의 로코모티브!            | 石川知佳   | 雪村愛            | 雪村愛            | 植野千世子                   |
| 9Fr               | 失速のフォーミング! 실속의 포밍!                    | 横谷昌宏   | 河浪栄作          | 河浪栄作          | 引山佳代                     |
| 10Fr              | 涙のシックスビート! 눈물의 식스비트!                | 横谷昌宏   | 石原立也          | 小川太一          | 秋竹斉一                     |
| 11Fr              | 運命のネバーターン! 운명의 네버 턴!                 | 横谷昌宏   | 山村卓也          | 山村卓也          | 池田和美                     |
| 12Fr              | 異郷のスイムオフ! 타향의 스윔 오프!                 | 横谷昌宏   | 山田尚子          | 山田尚子          | 瀬崎利恵                     |
| 13Fr              | はじまりのエターナルサマー! 시작의 이터널 서머!     | 横谷昌宏   | 内海紘子          | 雪村愛 内海紘子   | 植野千世子 西屋太志          |
| Extra Fr (미방영) | 禁断のオールハード! 금단의 올 하드!                 | 横谷昌宏   | 内海紘子          | 河浪栄作          | 植野千世子 西屋太志          |
| 제3기             |                                                     |            |                   |                   |                              |
| 0Fr (미방영)      | 早春のビルドアップ! 초봄의 빌드업!                  | 松田はる菜 | 北之原孝將        | 北之原孝將        | 岡村公平                     |
| 1Fr               | 芽吹きのダイブスタート! 싹트는 다이브 스타트!       | 横谷昌宏   | 河浪栄作          | 河浪栄作          | 明見裕子 丸木宣明            |
| 2Fr               | 流星のプロミス! 유성의 프라미스!                    | 横谷昌宏   | 澤真平            | 澤真平            | 植野千世子                   |
| 3Fr               | 異国のファストスイム! 이국의 피스트 스윔!           | 横谷昌宏   | 武本康弘 河浪栄作 | 武本康弘          | 角田有希 高瀬亜貴子          |
| 4Fr               | 喪失のインターフェア! 상실의 인터피어!              | 横谷昌宏   | 石原立也          | 石原立也          | 丸子達就                     |
| 5Fr               | 兆しのワークアウト! 싹트는 워크 아웃!               | 松田はる菜 | 小川太一          | 小川太一          | 池田和美                     |
| 6Fr               | 深淵のマーメイド! 심연의 머메이드!                  | 吉田玲子   | 山田尚子 藤田春香 | 山田尚子          | 高瀬亜貴子 角田有希          |
| 7Fr               | 孤高のメドレー! 고고한 메들리!                      | 横谷昌宏   | 小川太一          | 小川太一          | 丸木宣明                     |
| 8Fr               | 魂のメタモルフォーゼ! 영혼의 메타모르포제!          | 横谷昌宏   | 藤田春香          | 藤田春香          | 明見裕子 高瀬亜貴子 池田和美 |
| 9Fr               | 夕凪のインターバル! 고요한 인터벌!                  | 松田はる菜 | 澤真平            | 澤真平            | 植野千世子                   |
| 10Fr              | 希望のグラブスタート! 희망의 그라브 스타트!         | 吉田玲子   | 武本康弘          | 武本康弘          | 角田有希                     |
| 11Fr              | 集結のストリームライン! 집결의 스트림 라인!         | 横谷昌宏   | 石立太一          | 石立太一          | 丸子達就                     |
| 12Fr              | Dive to the Future! 다이브 투 더 퓨쳐!              | 横谷昌宏   | 小川太一 河浪栄作 | 小川太一 河浪栄作 | 岡村公平 池田和美 高瀬亜貴子 |

『FrFr! 〜Free! short movie〜』
DVD와 BD에 수록 중 방송 오리지널 쇼트 무비.
| 권수  | 화수   | 부제                                        | 각본              | 그림 콘티·연출 | 작화 감독 |
| ----- | ------ | ------------------------------------------- | ----------------- | -------------- | --------- |
| vol.1 | 1FrFr! | 真琴の悩み! 마코토의 고민!                  | 横谷昌宏 内海紘子 | 内海紘子       | 西屋太志  |
| vol.1 | 2FrFr! | 部員募集! 부원모집!                         | 横谷昌宏 内海紘子 | 内海紘子       | 西屋太志  |
| vol.3 | 3FrFr! | 凛と似鳥の一週間! 린과 니토리의 일주일!     | 横谷昌宏 内海紘子 | 内海紘子       | 西屋太志  |
| vol.3 | 4FrFr! | 怜の飛び込み猛特訓! 레이 맹특훈에 뛰어듦!   | 横谷昌宏 内海紘子 | 内海紘子       | 西屋太志  |
| vol.5 | 5FrFr! | 怜と理論とブーメラン! 레이와 이론과 부메랑! | 横谷昌宏 内海紘子 | 内海紘子       | 西屋太志  |
| vol.5 | 6FrFr! | 岩鳶家の一族! 이와토비가의 일족!            | 横谷昌宏 内海紘子 | 内海紘子       | 西屋太志  |
| vol.5 | 7FrFr! | 遙かなるフリフリ! 머나먼 프리프리!          | 横谷昌宏 内海紘子 | 内海紘子       | 西屋太志  |

## 극장판

### 영화 하이☆스피드! -Free! Starting Days-
《영화 하이☆스피드! -Free! Starting Days-》(映画 ハイ☆スピード！-Free! Starting Days-)의 타이틀로, 2015년 3월 23일에 공식 사이트가 오픈, 4월 24일 스태프 정보해금, 동년 12월 5일에 공개.

### 극장판 Free! -Timeless Medley-
《극장판 Free! -Timeless Medley-》(프리 타임리스 메들리, 劇場版 Free!-Timeless Medley-)의 타이틀로, 2017년 3월 19일에 공식 사이트가 오픈, 스태프 정보해금, 인연은 동년 4월 22일, 약속은 동년 7월 1일에 공개.

### 특별판 Free! -Take Your Marks-
《특별판 Free! -Take Your Marks-》(프리 테이크 유어 마크스, 特別版 Free!-Take Your Marks-)의 타이틀로, 2017년 10월 28일에 공개.

### 극장판 Free! -Road to the World- 꿈
《극장판 Free! -Road to the World- 꿈》(프리 다이브 로드 투 더 월드, 劇場版 Free!-Road to the World-夢)의 타이틀로, 《Free! -Dive to the Future-》(프리 다이브 투 더 퓨쳐)를 재구축하여, 새로운 에피소드를 추가해 극장판이 제작. 2019년 7월 5일에 공개.

### 극장판 Free! -the Final Stroke-
《극장판 Free! -the Final Stroke-》(프리 더 파이널 스트로크, 劇場版 Free!-the Final Stroke-)의 타이틀로, 전편은 2021년 9월 17일, 전편 4D판은 2022년 3월 25일, 후편은 동년 4월 22일에 공개. 후편 4D판은 동년 7월 1일에 공개. 전, 후편 일거 상영은 2023년 1월 27일에 공개될 예정.